# Thomas W. Benoist
Thomas (Tom) Wesley Benoist, född 29 december 1874 i Irondale, Missouri, död 13 juni 1917 i Illinois i en bilolycka, var en amerikansk flygpionjär och flygbåtskonstruktör.
Benoist växte upp i en syskonskara med 11 syskon. Redan som liten blev han intresserad av matematik, historia och fåglarnas flykt i luften. 1883 flyttade familjen till St Louis. Efter att han avslutad grundskolan studerade han ekonomi och mekanik på olika kvällskurser. När han kom i kontakt med Octave Chanutes bok Progress in Flying Machines från 1884 var han fast inom flyget. Runt sekelskiftet 1900 blev han god vän med bilbyggaren och bilskribenten A. I. Dyke. 1904 var han med som passagerare i en ballonguppstigning i St Louis. Tillsammans med Percy Noel och sin bror Charles startar han 1907 Aeronautical Supply Company (AERONSCO) som var USA:s första specialaffär för flygplansdelar och flygtillbehör. Noel, som till yrket var journalist och flygintresserad, startade i oktober 1910 USA:s första flygtidning Aero. Eftersom arbetet med tidningen krävde mer av hans tid sålde han sin del av AERONSCO till Benoist.
Benoist expanderade verksamheten till att sälja kompletta byggsatser av olika flygplan bland annat kopierades Santos-Dumont Demoiselle monoplan från 1909, Curtiss-, Blériot- och Farmanflygplan.
Från Howard Gill köpte han 1909 för ett slumppris en färdig hemmabyggd Curtiss-kopia utrustad med en bilmotor, Benoist lät installera en riktig flygmotor. Benoist som saknade egen flygkunskap fraktade i augusti 1910 flygplanet till Kinloch Field, där han på egen hand lärde sig flyga. 18 september 1910 gav han flygplanet så mycket gas att det lättade. Han flög en sträcka på 450 yards. 
Redan i januari 1911, med bara tre månaders erfarenhet av flygning, öppnade han en flygskola i Kinloch. Som skolflygplan använde han en förstärkt och förbättrad variant av sitt tidigare flygplan. Till en början kom det några elever och Benoist skulle undervisa eleverna både i flygteori och praktisk flygning samtidigt som han drev företaget AERONSCO. När elevantalet ökade tvingades han anställa Antony Jannus som chefspilot och flyglärare. Under hösten 1911 anställer han P. G. (Bud) Morriss som försäljningschef i AERONSCO.
1912 grundar han Benoist Aircraft Company i St Louis Missouri. 1913 är företagets första egna flygbåtskonstruktion klar. Flygbåten premiärvisas i augusti och var tänkt att sättas in i reguljär flygtrafik med passagerare mellan de stora sjöarna 1914.
Bland de mer kända flygare som fick sin flygutbildning vid Benoist flygskola märks Walter E. Lees, Eddie Korn och Bill Bleakley.
Under en färd med sin öppna sportbil till sin fabrik i Sandusky i Ohio for Benoist ur bilen när han tog en skarp kurva. Han träffade en telefonstolpe med huvudet, och avled tre timmer efter olyckan. Företaget Benoist Aircraft Company upplöstes efter hans död.